# Niedźwiedzica (Stegna)

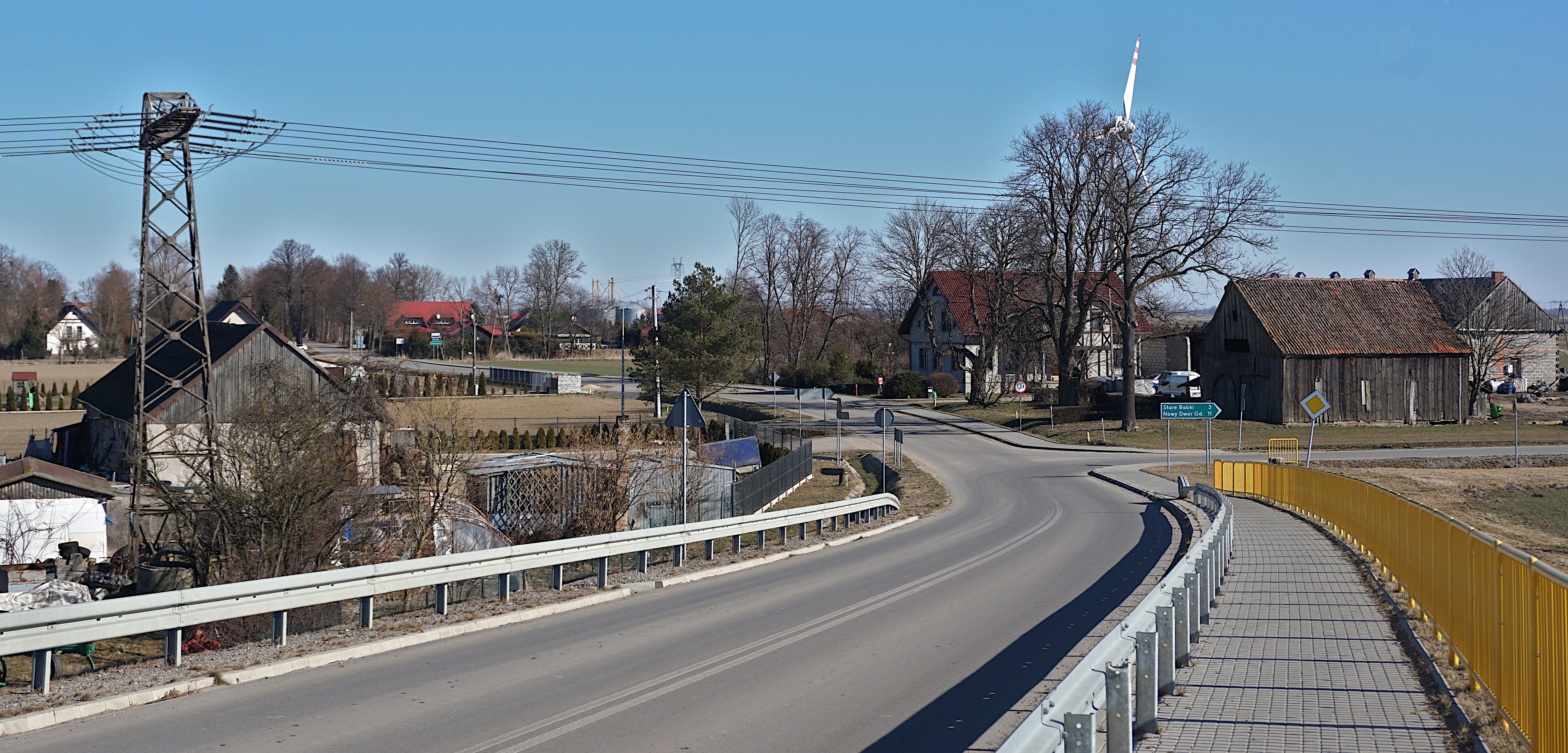
Blick auf Bärwalde

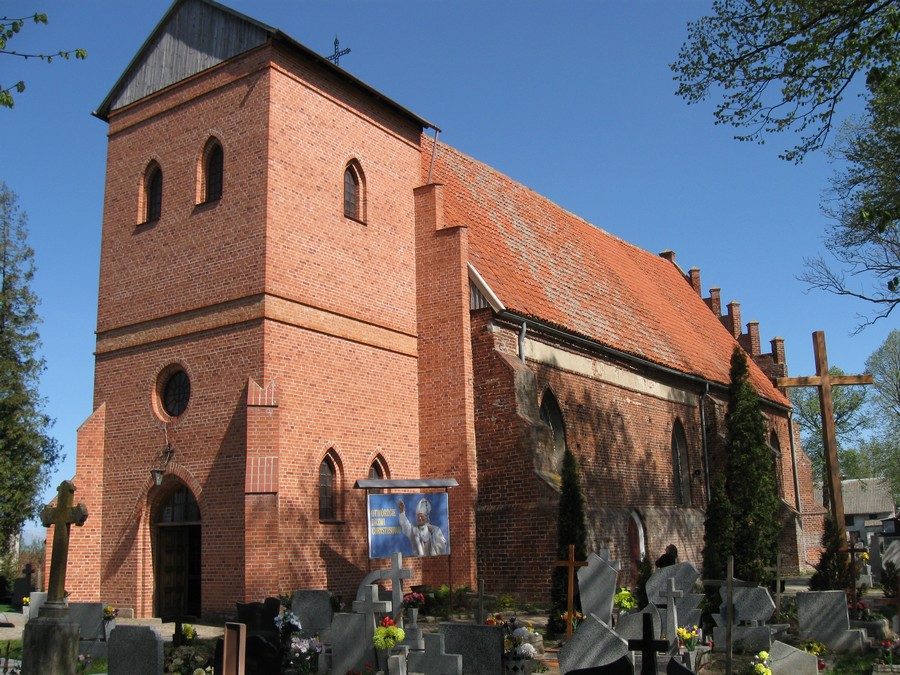
Kirche St. Jakob

Niedźwiedzica (deutsch   Bärwalde) ist ein Dorf in der Gmina Stegna in der polnischen Woiwodschaft Pommern. 2012 lebten hier 242 Einwohner.

## Geographie
Niedźwiedzica liegt im Flachland des Danziger Werders 26 Kilometer südöstlich von Danzig und 10 Kilometer nordwestlich von Nowy Dwór (Tiegenhof).

## Geschichte
Der Ort wurde 1342 vom Hochmeister Ludolf König des Deutschen Ordens gegründet. 1570 ließen sich hier flämische Mennoniten nieder.
Seit 1773 gehörte der Ort zur Provinz Westpreußen. 1820 waren von 256 Einwohnern 69 Mennoniten. 1920 kam Bärwalde zum Gebiet der Freien Stadt Danzig und 1939 zum Reichsgau Danzig-Westpreußen. Seit 1945 gehört es zu Polen.

## Persönlichkeiten
- Johann Cornies (1789–1848), mennonitischer Landwirt und Reformer in der Ukraine

## Sehenswürdigkeiten
- Kirche St. Jakob, 14. Jhd., älteste Kirche des Danziger Werders, Umbauten im 18. und 19. Jhd., Kanzel aus dem 16. Jhd., Orgelprospekt von Paul Frölich von 1753[2]
- ehemaliger Mennonitenfriedhof
- Häuser der Mennoniten aus dem 19. Jahrhundert